# Kanding
Kanding (chinesisch 崁頂鄉, Pinyin Kǎndǐng Xiāng, Pe̍h-ōe-jī Khàm-téng-hiong) ist eine Landgemeinde im Landkreis Pingtung in der Republik China (Taiwan).

## Beschreibung
Kanding liegt im südlichen Bereich der Pingtung-Ebene, im Binnenland etwa 4,5 bis 6 km von der Küste entfernt. Die natürliche Begrenzung nach Westen bildet der kleine Fluss oder Bach Donggang (東港溪,  Dōnggǎng Xī). Das Terrain besteht aus einer Schwemmebene und ist sehr flach, mit einem geringen Gradienten in Richtung Osten. Die angrenzenden Nachbargemeinden sind Donggang im Südwesten, Nanzhou im Süden, Zhutian in einem sehr kurzen Abschnitt im Norden, Chaozhou im Nordosten und Osten, Wandan im Nordwesten und Xinuyan im Westen. In Kanding herrscht nach der Köppen-Geiger-Klassifikation ein tropisch-feuchtes Monsunklima mit ganzjährig hohen Temperaturen von durchschnittlich 24 °C. Am kältesten sind mit durchschnittlich 16 °C die Monate Dezember und Januar und am wärmsten sind die Monate Mai bis August. Der mittlere Jahresniederschlag beträgt mehr als 2.000 mm, und es gibt durchschnittlich etwa 150 Regentage. Der Wind weht meistens aus Süden oder Nordwesten.

## Geschichte
Die ersten historisch dokumentierten Bewohner der Gegend waren austronesische indigene Ethnien (Pingpu) vom Volk der Makatao. Ab dem Jahr 1691, zur Herrschaftszeit Kangxis, kamen Han-chinesische Einwanderer vom chinesischen Festland aus Fujian ins Land, die sich zunächst von der Küste aus entlang der Täler der Flüsse Donggang und des Gaoping ins Landesinnere ausbreiteten. Das häufig sumpfige und von Überschwemmungen betroffene Land wurde durch die Han-Siedler systematisch entwässert und im Jahr 1773, zur Herrschaftszeit Qianlongs, wurde das Gebiet von Kanding offiziell als gutes Land ausgewiesen. Die Besiedlung hatte allerdings schon deutlich früher eingesetzt. Der alte Ortsname Qianding (嵌頂) leitet sich wohl nach einer kleinen örtlichen Erhebung ab (嵌 – „steil“). Während der japanischen Herrschaft über Taiwan (1895–1945) wurde daraus Kanding (崁頂). Dieses war ab 1920 Teil des ‚Dorfes Xinyuan‘ (新園庄,  Xīnyuán zhuāng). Nach dem Übergang Taiwans zur Republik China im Jahr 1945 wurde diese Verwaltungseinheit am 24. März 1946 aufgeteilt und der Anteil östlich des Donggang als Landgemeinde Kanding reorganisiert. Ab 1950 gehörte Kanding zum neu gegründeten Landkreis Pingtung.

## Bevölkerung
Die Bevölkerungsmehrheit wird von Hoklo gebildet. Ende 2018 gehörten 129 Personen (ca. 0,9 %) den indigenen Völkern an.
| Gliederung von Kanding |
|                        |

## Verwaltung
Kanding ist in 8 Dörfer (村,  Cūn) eingeteilt:

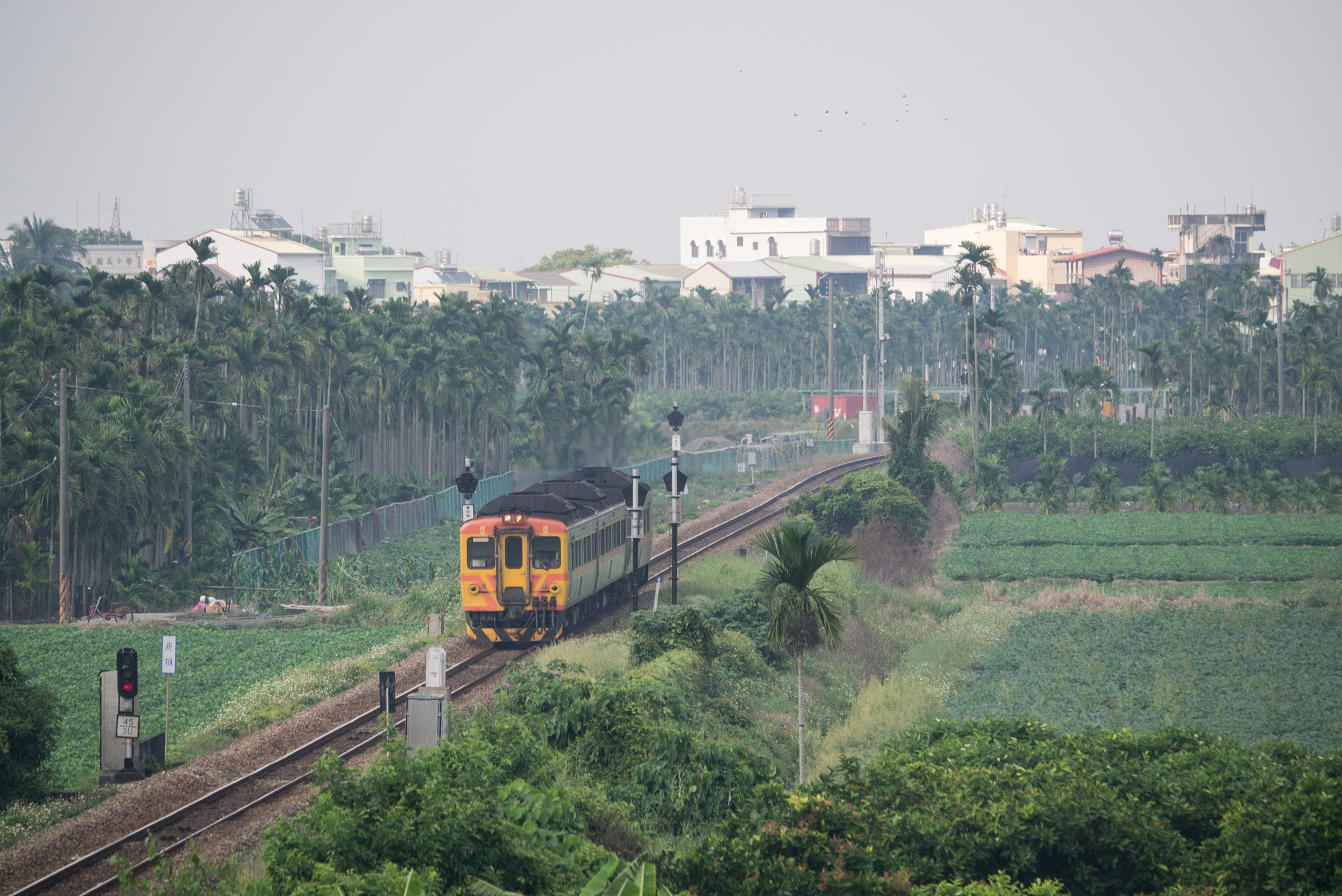
Eisenbahnlinie in Kanding

Gesetzesstele Qianlongs aus dem Jahr 1774

1 Gangdong (港東村)

2 Yuexi (越溪村)

3 Beishi (北勢村)

4 Yuanliao (園寮村)

5 Kanding (崁頂村)

6 Zhouzi (洲子村)

7 Weinei (圍內村)

8 Lishe (力社村)

## Verkehr
Am östlichen Rand von Kaindig verläuft die Nationalstraße 3 (Autobahn) in Nord-Süd-Richtung. Die nächstgrößere Straße ist die Kreisstraße 187, die von Westsüdwest nach Ostnordost verläuft und dabei die Autobahn quert. Kanding hat direkten Anschluss an die Pingtung-Linie der Taiwanischen Eisenbahn und den Haltebahnhof Kanding (崁頂車站).

## Landwirtschaftliche Produkte
Die Landwirtschaft bildet den Haupterwerbszweig. Überregional bekannte Spezialprodukte sind Sesamöl und Bittermelonen. Die in früheren Zeiten reichlich auf den Zuckerrohrfeldern zu findenden Wühlmäuse wanderten gelegentlich auch in den Kochtopf. Als „Drei-Tassen-Ratte“ (三杯鼠,  Sān bēishǔ) oder „Drei-Tassen-Wühlmaus“ (三杯田鼠,  Sān bēi tiánshǔ) sind sie ein in Kanding und anderen ländlichen Gegenden Taiwans heute meist nur noch in landwirtschaftlichen Spezialbetrieben angebotenes Gericht.

## Besonderheiten
Kanding ist kein besonderes Touristenziel. Im Dorf Kanding befindet sich eine etwa 1,5 m hohe Steinstele mit einem Edikt Kaiser Qianlongs, in dem die landwirtschaftliche Nutzung von Friedhofsland verboten wird. Als sehenswert gilt das alte Haus der Familie Luo (羅家古厝) im Dorf Gangdong, das im Jahr 1933, zur japanischen Zeit erbaut wurde.